# Félix Berenguer de Marquina
Félix Ignacio Juan Nicolás Antonio José Joaquín Buenaventura Berenguer de Marquina y FitzGerald (Alicante, España; 20 de noviembre de 1733-Alicante, 30 de octubre de 1826) fue un oficial naval español, gobernador y capitán general de Filipinas de 1787 a 1793 y, del 30 de abril de 1800 al 4 de enero de 1803, virrey de la Nueva España y presidente de la Junta Superior de Real Hacienda.

## Orígenes y trayectoria temprana
Nació el 20 de noviembre de 1733 dentro del seno de una familia de la nobleza alicantina. Su padre, Ignacio Berenguer de Marquina y Pascual de Riquelme, perteneció, por su familia materna, a una de las familias más antiguas y poderosas de Alicante. Su madre, María Fitzgerald, procedió de una de las familias nobles más antiguas de Irlanda, descendiendo por línea directa de la casa de los condes de Desmond. Bautizado el 24 de noviembre de 1736 en la basílica de Santa María, su familia contó con numerosos marinos, como sus primos Ignacio y José Rico y Berenguer de Marquina y Antonio, Nicolás y Alejandro Pérez de Meca y Berenguer de Marquina.
Formó parte de la marina desde una edad muy temprana. El 30 de abril de 1754 presentó un examen que le permitió servir en barcos de guerra en el Mediterráneo y el Atlántico. Era estudioso y se convirtió en maestro de matemáticas y astronomía en la Real Compañía de Guardias Marinas de Cartagena (1757-1769). Contrajo matrimonio con María de Ansoátegui y Barrol, tía de uno de los futuros libertadores de Venezuela, José Antonio Anzoátegui, que le dio dos hijos: Joaquín (1763-1806), que llegó a teniente de fragata, y Ana Agustina (1762-1816), que contrajo matrimonio con Gabriel Císcar, el futuro regente. En 1789 fue nombrado director de la organización de pilotos de la flota. 
Del 1 de julio de 1788 al 1 de septiembre de 1793 fue gobernador de las Filipinas. El 15 de agosto de 1789, por decreto real, Manila se convirtió en un puerto abierto a cualquier producto exceptuando los de origen europeo. Berenguer de Marquina propuso planes para la reforma del gobierno.
Regresó a España en 1795 para tomar un cargo en la administración de la Marina. En 1799 fue promovido a teniente general de la misma.

## Virrey de la Nueva España
Era comandante de un escuadrón en la Marina española cuando el 8 de noviembre de 1799, el rey Carlos IV lo nombró virrey y capitán general de la Nueva España y presidente de la Real Audiencia. Durante el viaje de Cuba a Veracruz, fue hecho prisionero por los ingleses cerca de Cabo Catoche, en la península de Yucatán (Quintana Roo). Fue conducido a la Jamaica británica donde fue tratado con mucha cortesía y más tarde se le permitió continuar su camino en la goleta Kingston junto con su secretario.
El cargo de virrey y capitán general los tomó el 29 de abril de 1800, en la Villa de Guadalupe, e hizo su entrada formal en la Ciudad de México el día siguiente.
En este periodo los británicos dominaban ambas costas de la Nueva España. Estos robaron enormes cantidades de mercancía del reino desde los Estados Unidos y las islas del Caribe, y capturaron barcos españoles en ataques marítimos. Berenguer suplió con más recursos a las tropas navales españolas, pero éstas fueron insuficientes para mejorar la situación. También formó el regimiento de granaderos, consistente en doce compañías extraídas de seis fuerzas provinciales. Temiendo los ataques relámpago británicos, reforzó los fuertes de Veracruz y ordenó que los bienes del puerto fueran trasladados a Jalapa y asegurados en ella. También reforzó los presidios en el norte, con el fin de repeler la incursión americana en estas tierras.
El 1 de octubre de 1800, España cedió el territorio de Luisiana a Francia, que pronto la vendió a los Estados Unidos.
En 1801 como virrey tuvo que hacer frente a dos catástrofes naturales: un fortísimo temporal de aguas entre el 21 de junio y el 2 de julio en la provincia de Nuevo Santander y el seísmo del 5 de octubre en Oaxaca.

## Conspiraciones y rebeliones indígenas
El 1 de enero de 1801, Indio Mariano comenzó una insurrección en las montañas de Tepic. Mariano, que tenía considerables seguidores, estaba tratando de restablecer el imperio mexica. Los rebeldes luchaban bajo una bandera mostrando los colores de Nuestra señora de Guadalupe. Cuando Fernando Abascal, presidente de la Audiencia de Guadalajara, tuvo noticia de la rebelión, mandó a Salvador Hidalgo (o Fidalgo), capitán de la Marina y a Leonardo Pintado capitán de la Milicia para luchar en su contra. La rebelión fue derrotada. Se hicieron numerosos prisioneros y muchos indígenas fueron expulsados a las montañas, pero Mariano escapó y los españoles nunca pudieron capturarle. Los seguidores que habían sido detenidos fueron llevados a Guadalajara, pero la mayoría fue rápidamente liberada.
También en enero de 1801, Francisco Antonio Vázquez, oficial naval, fue denunciado por conspiración, pero esto no pudo ser probado. En Teocelo, Veracruz, Pedro Martín dirigió otra rebelión indígena. Asimismo hubo intentos de movimientos por los indígenas en Nayarit, Durango, Guanajuato, Jalisco y Sonora.
Berenguer apaciguó también a los ladrones americanos que estaban bajo el mando de Philip Nolan en el norte de la colonia. Los españoles, considerándolo espía y rebelde, mandaron tropas para arrestarlo en 1801. Fue muerto en combate en el estado de Tejas. Su banda fue tomada cautiva y se le sentenció a trabajar en las minas del norte de la Nueva España.

## Administración tardía en la Nueva España
Berenguer extendió a la colonia entera el decreto de que ninguno fuera admitido en gremios o hermandades sin estar vestido decentemente. Permitió trabajar a las mujeres consistentes con la decencia, aunque las leyes locales lo prohibieran.
En junio de 1801, España hizo la paz con Portugal y en 1802 con Gran Bretaña. Debido a la paz, los precios de las mercancías europeas cayeron. En 1802, la paga del tributo a España se renovó.
Berenguer era perseverante, honorable y valiente, pero con poca habilidad para gobernar. Sus trabajos públicos en la Ciudad de México fueron muy limitados: una fuente que nunca dio agua y la finalización de la estatua ecuestre de Carlos IV creada por Manuel Tolsá.
Berenguer, molesto con la prohibición de algunas de sus medidas y opuesto a una iniquidad de Manuel Godoy, renunció:
«Exigióle Godoy la resolución injusta de un expediente formado contra un funcionario defraudador de las rentas del Estado, y se negó rotundamente Marquina á cometer tal desafuero, prefiriendo, antes que doblarse, perder el elevado puesto que ocupaba».
Entregó el gobierno a su sucesor, José de Iturrigaray en enero de 1803. Regresó a España, donde tomó parte en la guerra con Francia. Falleció en su ciudad de origen el 30 de octubre de 1826.